# Decipher (album)
Pour l'entreprise, voir Decipher, Inc..
Albums de After Forever
Prison of Desire
(2000) Invisible Circles
(2004)
Decipher est le deuxième album du groupe de Metal symphonique néerlandais After Forever, sorti en 2001.

## Liste des titres
1. Ex Cathedra (Ouverture)  (2:01)
2. Monolith of Doubt  (3:31)
3. My Pledge of Allegiance I : The Sealed Fate  (6:23)
4. Emphasis  (4:19)
5. Zenith (4:20)
6. Intrinsic  (6:42)
7. Imperfect Tenses (4:07)
8. Estranged (A Timeless Spell)  (6:55)
9. My Pledge of Allegiance II : The Tempted Fate (5:06)
10. The Key (4:47)
11. Forlorn Hope  (6:25)